# Władysław Pabiasz
Władysław Pabiasz – polski teolog i filozof, doktor habilitowany nauk teologicznych, nauczyciel akademicki Wyższej Szkoły Pedagogicznej w Częstochowie, specjalista w zakresie filozofii średniowiecznej, kierunków filozoficznych, luteranizmu i teologii ekumenicznej. 

## Życiorys
Na podstawie dorobku naukowego oraz rozprawy pt. Małżeństwo i etyka seksualna w teologicznej refleksji Marcina Lutra uzyskał 25 maja 1998 na Wydziale Teologicznym Chrześcijańskiej Akademii Teologicznej w Warszawie stopień naukowy doktora habilitowanego nauk teologicznych w specjalności nauki teologiczne.
Został nauczycielem akademickim Wyższej Szkoły Pedagogicznej w Częstochowie.

## Wybrane publikacje
- Podstawy chrześcijańskiej etyki i pedagogiki seksualnej (wspólnie z Haliną Pabiasz), Wyższa Szkoła Pedagogiczna w Częstochowie, Częstochowa 2000.
- Historia filozofii : przewodnik metodyczny, Wyższa Szkoła Pedagogiczna w Częstochowie, Częstochowa 1996.
- Europejska filozofia średniowieczna, Wyższa Szkoła Pedagogiczna w Częstochowie, Częstochowa 1996.
- Małżeństwo i etyka seksualna w teologicznej refleksji Marcina Lutra, Wyższa Szkoła Pedagogiczna w Częstochowie, Częstochowa 1993[3].